# Zeddy Saileti
Zeddy Saileti (né le 16 janvier 1969 à Luanshya en Zambie) est un joueur de football international zambien, qui évoluait au poste d'attaquant, avant de devenir ensuite entraîneur.

## Biographie

### Carrière de joueur

#### Carrière en sélection
Avec l'équipe de Zambie, il joue 23 matchs et inscrit 3 buts entre 1994 et 1999. 
Il figure dans le groupe des sélectionnés lors des Coupes d'Afrique des nations de 1994 et de 1996. La sélection zambienne atteint la finale de la compétition en 1994, en étant battu par le Nigeria.

## Palmarès
| RoPS - Coupe de la Ligue finlandaise : - Finaliste : 1996. |  | Zambie - Coupe d'Afrique des nations : - Finaliste : 1994. |